# قلمرو میبو
قلمرو میبو (به ژاپنی: 生藩, Mibu han)، یک حوزه فئودالی هان (ژاپن) بود که تحت شوگون‌سالاری توکوگاوا در دوره ادو، واقع در ناحیه تسوگا در ولایت شیموتسوکه (استان توچیگی امروزی) قرار داشت،